# Le piccole storie
Le piccole storie, sous-titré Ai margini delle guerre (en français En marge des guerres), est un opéra de chambre pour les jeunes en un acte de Lorenzo Ferrero sur un livret en italien de Giuseppe Di Leva. Certains épisodes s'inspirent vaguement du conte Le Lit 29 de Guy de Maupassant et de la pièce de William Shakespeare, Jules César. Les histoires ne touchent pas directement au sujet de la guerre mais dépeignent des moments dans la vie de victimes involontaires qui subsistent, comme le suggère le sous-titre, en marge des guerres. 
L'œuvre, commandée par le Teatro Comunale Modena, a été créée le 9 décembre 2007, sous la direction de Francesco Frongia et dirigée par Carlo Boccadoro. 

## Aperçu
Dans un contexte violent et catastrophique où des fragments de reportages de guerre passent continuellement sur des écrans de télévision, divers épisodes historico-littéraires se succèdent, dans lesquels la plupart des personnages anonymes deviennent les innocentes victimes de la guerre et de ses effets psychologiques dévastateurs. Des événements de l'Antiquité romaine, des guerres yougoslaves, de la guerre franco-prussienne, et du Japon au moment de sa capitulation lors de la Seconde Guerre mondiale s'entrecroisent avec de brefs éclairs d'actualité, ramenant le passé à la sensibilité de nos jours.
Dramaturgiquement, l'opéra est conçu comme une sorte de format TV, dans lequel différents présentateurs de télévision annoncent et commentent des histoires disparates, qui se chevauchent comme parties d'un seul scénario de violence publique et privée.

## Personnages

### Distribution de la création
- Le Journaliste : Ferdinando Bruni, Elio De Capitani, Ida Marinelli (rôle parlé)
- Le Japonais, homme d’affaires : Beniamino Caldiero (acteur-danceur-mime)
- Cinna, poète romain : Gabriele Nani (baryton)
- Esclave de Cinna : Silvia Giuntoli (mime)
- Georg : Alessandro Mor (acteur)
- Ulrich : Nicola Bortolotti (acteur)
- Irma, chanteuse : Polina Pasztircsák (soprano)
- Épivent, officier des hussards français : Claudio Barbieri (ténor)
- Robic, officier des hussards français : Gabriele Nani (baryton)

Plébéiens, vendeuse de cigarettes, serveuse, infirmière.
- Chef d’orchestre : Carlo Boccadoro

## Argument
Introduction journalistique à la guerre et, en particulier, à la fin de la Seconde Guerre mondiale. Le 15 août 1945, un homme d'affaires japonais rentre chez lui et appelle par téléphone un ami à Rome. L'appel est interrompu par une émission radio dans laquelle l'empereur Hirohito annonce la capitulation du Japon aux Alliés.
Introduction à l'assassinat de Jules César. Lors du réveil, le poète Helvius Cinna se souvient d'avoir rêvé de recevoir une invitation à dîner de César  et interprète le rêve comme une invitation à l'enterrement du dictateur. En tant qu'ami personnel de César, il sent qu'il est de son devoir d'y aller. Dans les rues, le climat politique a changé après le discours prononcé par Marc Antoine lors de la cérémonie funèbre, et la chasse aux ennemis de César commence. Cinna est pris pour l'un d'eux, le consul Lucius Cornelius Cinna, et assassiné par des plébéiens émeutiers. 
Introduction aux guerres yougoslaves. Une nuit d'hiver, deux anciens ennemis se rencontrent dans une forêt des Balkans, chacun prêt à tuer l’autre. Un orage déchaîné déracine un vieux hêtre et les hommes se retrouvent piégés sous les branches de l'arbre tombé. Ils entament une conversation qui mène presque au début d'une nouvelle amitié. Ils entendent des bruits et pensent que leurs camarades viennent les sauver. Ensemble, ils appellent à l'aide mais ce ne sont que des loups...
Introduction à la guerre franco-prussienne. A Rouen, deux hussards, les capitaines Épivent et Robic, assistent à la représentation de Irma Pavolin dans un cabaret. Elle glisse un mot à Épivent, l'invitant à lui rendre visite quand il lui  conviendra. Un an plus tard, les deux vivent désormais ensemble dans la maison d'Irma, les ordres de marche arrivent et Épivent part pour le front.
Retour à la scène japonaise. L'homme d'affaires réfléchit sur le Gyokuon-hōsō, le discours radio de Hirohito, et ses yeux tombent sur l'épée de son grand-père. Avec des gestes lents et délibérés, il pantomime l'action de s'habiller dans des vêtements traditionnels japonais et d'initier l'ancien rituel du seppuku.
Introduction journalistique à la défaite française dans la guerre franco-prussienne. Épivent revient de la bataille, très décoré, et par des lourdes insinuations de ses camarades il apprend de la maladie d'Irma. Il la trouve en train de mourir à l'hôpital local, chez les syphilitiques. D'Irma il apprend qu'elle a été violée par les Prussiens et que, comme seul moyen de vengeance et de participation à la guerre, elle a décidé de contaminer en retour autant d'ennemis que possible. Dans un dialogue dramatique elle réclame, à l'horreur d'Épivent, la même croix d'honneur que le capitaine a gagnée sur le champ de bataille.